# Puellina testudinea
Puellina testudinea är en mossdjursart som beskrevs av Winston 2005. Puellina testudinea ingår i släktet Puellina och familjen Cribrilinidae.
Artens utbredningsområde är Mexikanska golfen. Inga underarter finns listade i Catalogue of Life.